# Mosquée Fayçal
La mosquée Fayçal ou « grande mosquée Fayçal de Conakry » est la plus grande mosquée de Guinée et l'une des plus grandes d'Afrique de l'Ouest. 
Construite entre 1979 et 1981 sous Ahmed Sékou Touré, financée par le roi Fahd d'Arabie Saoudite, elle a une capacité de 13 000 places assises.
Dans les jardins de la mosquée se trouve le mausolée de Camayenne, où sont enterrés les héros de Guinée, de Samory Touré à Sékou Touré, en passant par Alpha Yaya Diallo.
Son imam en chef est actuellement Elhadj Mamadou Saliou Camara.